# Cimitero di Alto de São João
Il cimitero di Alto de São João (in portoghese Cemitério do Alto de São João) è il principale luogo di sepoltura di Lisbona. È situato nella freguesia (parrocchia civile) di Penha de França, nella parte orientale della capitale portoghese (in precedenza, all'interno della parrocchia di São João).
Come nel cimitero dei Piaceri, vi riposano alcuni noti esponenti del mondo aristocratico, artistico, culturale, scientifico, politico portoghese. 
All'interno del cimitero vi sono sia mausolei, che tombe temporanee e perpetue, cripte, ossari e colombari. Tra queste strutture si segnalano la Cripta dei Combattenti della Grande Guerra e il Memoriale delle vittime del campo di concentramento di Tarrafal. 

## Storia
Il cimitero di Alto de São João è stato fondato nel 1833 dopo lo scoppio di un'epidemia di colera in città. Nella stessa occasione fu aperto il cimitero dei Piaceri. Originariamente si chiamava Cemitério Oriental de Lisboa (Cimitero Orientale di Lisbona).
Il primo crematorio del Portogallo fu costruito qui nel 1925, ma avrebbe cessato di funzionare per motivi politici e religiosi nel 1936. Riprese a funzionare solo nel 1985, dopo le pressioni della comunità indù della città. Qui sono già stati cremati diversi personaggi pubblici, come José Saramago, premio Nobel per la letteratura, e Álvaro Cunhal, politico antifascista e ministro dei primi quattro governi provvisori dopo la Rivoluzione dei Garofani.